# Dia (Mond)
Dia (auch Jupiter LIII) ist einer der kleineren Monde des Planeten Jupiter.

## Entdeckung
Dia wurde am 5. Dezember 2000 von den Astronomen Scott S. Sheppard, David C. Jewitt, Yanga R. Fernández und Eugene A. Magnier entdeckt und erhielt die vorläufige Bezeichnung S/2000 J 11. Das Objekt konnte danach allerdings lange Zeit nicht wieder aufgefunden werden und galt darum als verloren. Erst im September 2012 wurde die Wiederentdeckung von S/2000 J 11 bekanntgegeben. Am 7. März 2015 wurde der Jupitermond offiziell nach Dia benannt, die in der mykenischen Mythologie eine weibliche Entsprechung des Zeus und in der griechischen Mythologie die Gemahlin des Ixion ist.

## Bahndaten
Dia umkreist Jupiter in einem mittleren Abstand von 12.174.000 km in 274 Tagen und 10 Stunden. Die Umlaufbahn weist eine Exzentrizität von 0,21 auf und ist 28,3° gegenüber der lokalen Laplace-Ebene, die ungefähr mit der Bahnebene des Jupiter zusammenfällt, geneigt.
Aufgrund ihrer Bahneigenschaften wird Dia der Himalia-Gruppe, benannt nach dem Jupitermond Himalia, zugeordnet.

## Physikalische Daten
Dia besitzt einen Durchmesser von etwa 4 km. Ihre Dichte wird auf 2,6 g/cm³ geschätzt. Sie ist vermutlich überwiegend aus silikatischem Gestein aufgebaut und weist eine sehr dunkle Oberfläche mit einer Albedo von 0,04 auf, d. h., nur 4 % des eingestrahlten Sonnenlichts werden reflektiert. Ihre scheinbare Helligkeit beträgt 22,4m.